# Hrușca
Hrușca (in russo Грушка)  è un comune della Moldavia controllato dalla autoproclamata repubblica di Transnistria. È compreso nel distretto di Camenca ed ha 1.160 abitanti al censimento del 2004.
È situato nei pressi della triplice frontiera con Ucraina e Moldavia

## Località
Il comune è formato dall'insieme delle seguenti località:
- Hrușca (Грушка)
- Frunzăuca (Фрунзовка)